# Schwarm-Wimpelfisch
Der Schwarm-Wimpelfisch (Heniochus diphreutes) ist eine Wimpelfisch-Art aus der Familie der Falterfische.

## Merkmale

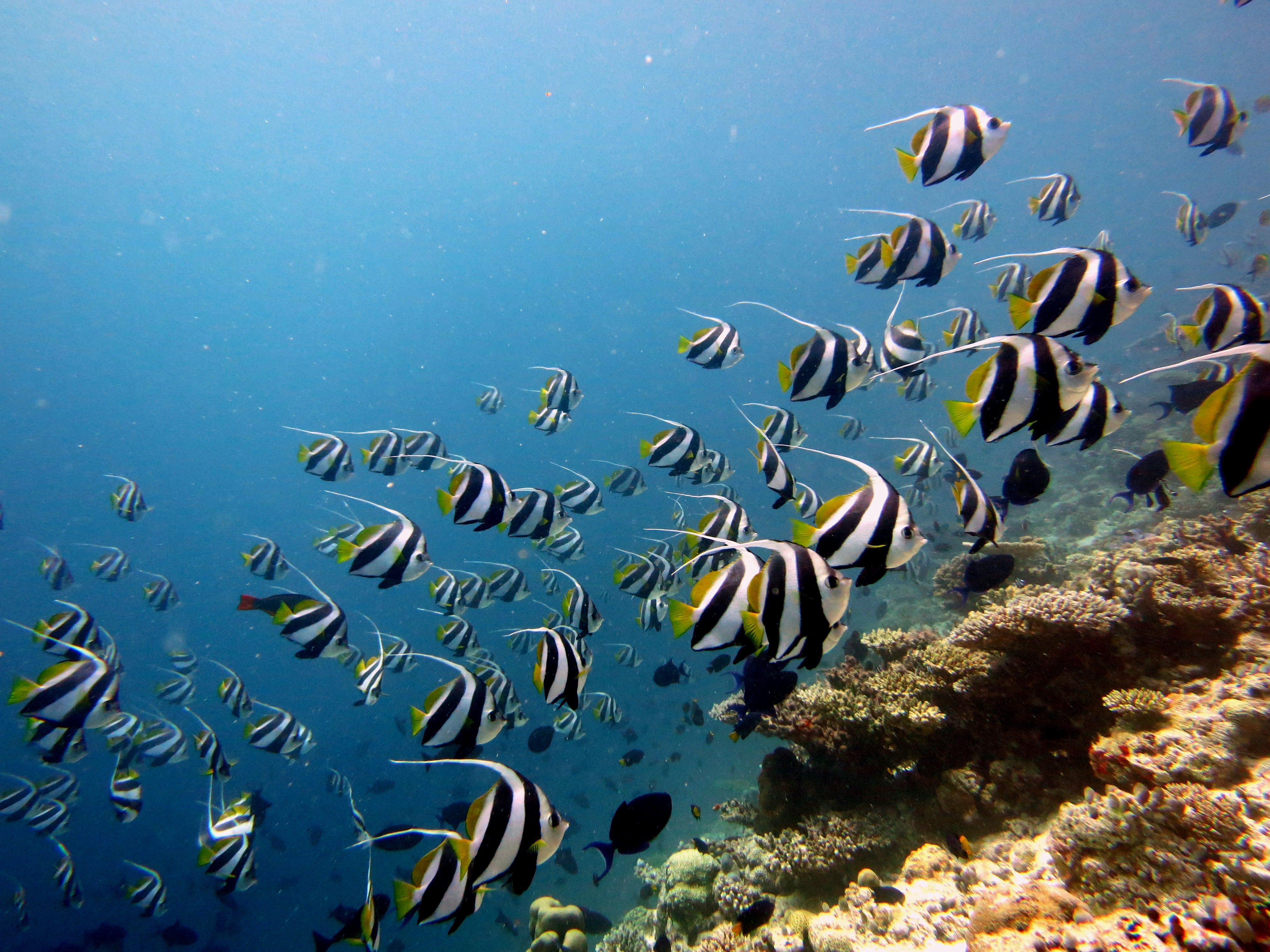
Schwarm-Wimpelfische bei den Malediven

Der Schwarm-Wimpelfisch erreicht eine Länge von 18 bis 21 Zentimetern.
Der Fisch hat einen weißen, hochrückigen und seitlich abgeflachten Körper. Charakteristisch für ihn sind der zu einer langen weißen Fahne ausgezogene vordere Teil der Rückenflosse und die zwei diagonal verlaufenden, schwarzen Querstreifen. Die Rückenflossen, Schwanzflossen und Brustflossen sind gelb. Sein Kopf ist weiß und seine schwarzen Augen sind über einen grauen Streifen miteinander verbunden. Die kurze, schwarz-grau gefärbte Schnauze endet in einem schmalen, dehnbaren Mund. Der Schwarm-Wimpelfisch unterscheidet sich vom Gemeinen Wimpelfisch durch seine abgerundete Brust und längere schwarze Hartstrahlen vor dem Wimpel.
- Flossenformel: Dorsale XII–XIII/23–25, Anale III/17–19[4]

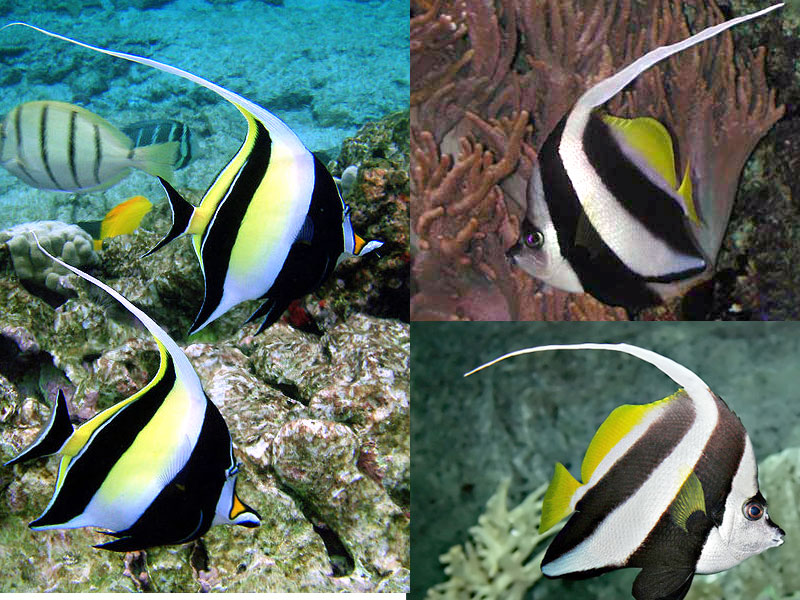
Drei ähnliche Arten im Vergleich: Halfterfisch (links), Schwarm-Wimpelfisch (oben), und Gemeiner Wimpelfisch (unten)

## Verbreitung und Lebensweise
Das Verbreitungsgebiet des Schwarm-Wimpelfisches erstreckt sich über weite Teile des Indopazifiks: Von der ostafrikanischen Küste einschließlich des Roten Meeres bis zu Polynesien und Hawaii sowie von Südjapan bis zu den Kermadecinseln (Neuseeland).
Der Schwarm-Wimpelfisch hält sich bevorzugt in Außenriffen auf. Meistens wird er in einer Tiefe von 5 bis 30 Metern beobachtet, stellenweise ist er jedoch auch bis in 210 Metern Tiefe noch anzutreffen.

## Verhalten
Wie aus seinem Namen ersichtlich ist, lebt der Schwarm-Wimpelfisch in großen Gruppen. Die Fische ernähren sich von Zooplankton. Jungfische sind teilweise als Putzerfische tätig, was auch bei ausgewachsenen Fischen beobachtet wurde, beispielsweise an einer Art der Mondfische (Mola ramsayi) bei Bali. Schwarm-Wimpelfische sind zur Fortpflanzungszeit paarweise anzutreffen.

## Gefährdung
In einigen Gegenden werden Schwarm-Wimpelfische für den Aquarienhandel gefangen und als günstigere Alternative zum Halfterfisch (Zanclus cornutus) verkauft. Dies scheint jedoch keine schwerwiegenden Auswirkungen auf die Population zu haben. Die IUCN stuft den Schwarm-Wimpelfisch als nicht gefährdet ein.